# 2011 Veteraniya
2011 Veteraniya este un asteroid din centura principală, descoperit pe 30 august 1970 de Tamara Smirnova.